# Assaggio

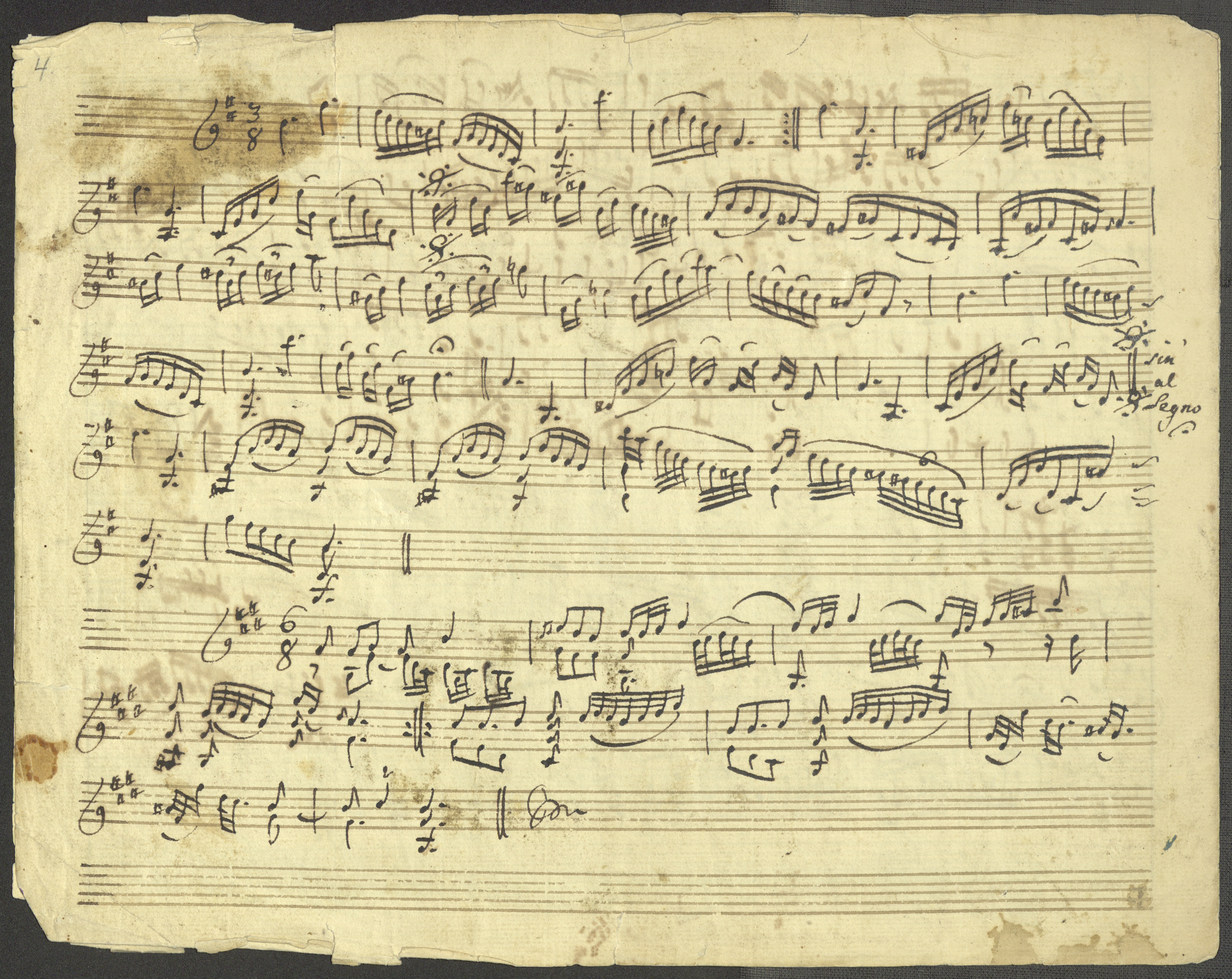
Sats tre och fyra ur Assaggio i h-moll BeRI 324 av Johan Helmich Roman, i autograf ur Romansamlingen (återfinns vid Musik- och teaterbiblioteket).

Assaggio är en musikalisk genre som tillämpats av den svenska tonsättaren Johan Helmich Roman, då helt uteslutande för oackompanjerad soloviolin. Assaggio (assaggi i plural) betyder direkt översatt "försök" eller "smakprov" och den övergripande formen är tämligen fri. Drygt 20 Assaggi (BeRI 301-324) finns bevarade efter Roman och av dessa är sannolikt de flesta komponerade mellan åren 1720 och 1740.

## Karaktäristik
Johan Helmich Romans Assaggi består i typfallet av flera satser, oftast mellan två och fyra. Även ensatsiga verk tycks förekomma, men ibland är det oklart huruvida de källor som återfinns i exempelvis Romansamlingen utgör fragment av en ursprunglig större helhet och dessa räknas i regel inte som assaggi. Romans assaggi utgår ifrån violinens speltekniska förutsättningar och är tämligen virtuosa, med betydande inslag av polyfon sats och flerstämmighet. Även förekommande stråkarter är mycket typisk för den virtuosa violinrepertoaren från 1700-talets första hälft.

## Relaterade verk och genrebegrepp
Huruvida Roman hade tillgång till eller kommit i kontakt med Solosonaterna/-partitorna av Johann Sebastian Bach (BWV 1001-1006) från 1720 är oklart. Detsamma gäller även Telemanns 12 Fantasior för soloviolin (TWV 40:14-25) publicerade 1735. Roman genomförde en resa till London under 1716 och möjligen kan inspiration inhämtats av Francesco Geminiani (1687-1762) därifrån. Ytterligare en tänkbar inspirationskälla som indirekt kan styrkas genom bevarade källor är de sex Solosviterna (1696) för oackompanjerad violin av den tyske tonsättaren och violinvirtuosen Johann Paul von Westhoff (1656-1705). Den indirekta kopplingen utgörs av en sonat för violin med generalbas av Westhoff "La Guerra" vilken återfinns i handskriven kopia av Roman själv. Stilistiskt ligger dock Telemanns fantasior för soloviolin närmare till hands.